# Lake Hochstetter
Der Lake Hochstetter ist ein See in der Region West Coast auf der Südinsel von Neuseeland.

## Geographie
Der Lake Hochstetter ist ein von Feuchtgebieten umgebender See, rund 36 km östlich von Greymouth und westlich bis nördlich des Ahaura River. Der rund 5,21 km² große See erstreckt sich auf einer Höhe von 250 m über rund 3,4 km in Nordwest-Südost-Richtung und über eine maximale Breite von rund 2,3 km in Südwest-Nordost-Richtung.
Der See wird von wenigen kleinen Bächen gespeist und sein Abfluss bildet der Nelson Creek Left Branch an der Südwestseite des Gewässers. Das Wassereinzugsgebiet des Sees umfasst eine Fläche von 11,1 km².

## Geologie
Der Lake Hochstetter wurde ursprünglich von eiszeitlichem Schmelzwasser gebildet. In der Gegend im und um den See herum findet man eine breite Palette von Gesteinsarten, von Gletscherablagerungen und Anschwemmungen. Das Wasser des Sees ist braun-säuerlich und besitzt einen niedrigen Sauerstoffanteil.